# Nueva Libertad, La Trinitaria
Nueva Libertad är en ort i Mexiko.   Den ligger i kommunen La Trinitaria och delstaten Chiapas, i den sydöstra delen av landet, 900 km sydost om huvudstaden Mexico City. Nueva Libertad ligger 594 meter över havet och antalet invånare är 1 182.
Terrängen runt Nueva Libertad är platt västerut, men österut är den kuperad. Runt Nueva Libertad är det ganska tätbefolkat, med 90 invånare per kvadratkilometer. Närmaste större samhälle är Rodulfo Figueroa, 16,8 km öster om Nueva Libertad. Omgivningarna runt Nueva Libertad är en mosaik av jordbruksmark och naturlig växtlighet.